# Воронцов, Алексей Иванович (государственный деятель)
Алексе́й Ива́нович Воронцо́в  — советский хозяйственный, государственный и политический деятель. Участник Великой Отечественной войны. Член КПСС с 1942 года. Капитан запаса.

## Биография
Родился в 1916 году в селе Казацкое (Козацкое).
С 1939 года — на хозяйственной, общественной и политической работе. Призван в РККА 01.05.1941 Конотопским РВК. Место службы: 29 армия, 
708 арм. савп 29 А ЗапФ,
12 гвардейский бомбардировочный авиационный полк, 43 армия
12 бомбардировочная авиационная дивизия
12 бомбардировочный авиационный полк
Приволжский военный округ. Штурман эскадрильи 12 бомбардировочного Дважды ордена Кутузова авиационного полка
В 1939—1978 гг. — заведующий агрохимической лабораторией Костюковичской МТС, заведующий агрохимической лабораторией Тереховской МТС,  инструктор, заведующий Сектором механизации и электрификации сельского хозяйства Сельскохозяйственного отдела ЦК КП(б) Беларуси, начальник Гомельского областного управления сельского хозяйства, заместитель председателя Гомельского облисполкома, 2-й секретарь Гомельского областного комитета КП Беларуси, председатель Государственного комитета Белорусской ССР по охране природы.
Избирался депутатом Верховного Совета Белорусской ССР 6-9-го созывов.
Умер в 1997 году.

## Награды
- Орден Отечественной войны I степени  (13.10.1945)
- Орден Отечественной войны II степени (06.04.1985)
- Орден Красной Звезды (06.11.1942)
- Орден Красного Знамени (10.12.1942, 10.05.1945)
- Медаль «За победу над Германией в Великой Отечественной войне 1941–1945 гг.»